# Nicolas Petit (professeur)
Pour les articles homonymes, voir Nicolas Petit et Petit.
Nicolas Petit, né le 29 décembre 1978 à Paris, est un universitaire franco-belge spécialisé dans la droit de la concurrence, la régulation économique, le droit et la technologie. Il est titulaire d'une chaire conjointe en droit de la concurrence à l'Institut universitaire européen de Florence, en Italie, au Département de droit et au Centre d'études avancées Robert Schuman.

## Carrière
Nicolas Petit étudie le droit à l'université Paris-Descartes et à l'université Panthéon-Assas avant d'obtenir son LLM du Collège d'Europe. Il termine son doctorat en droit à l'université de Liège en 2007,,.
Petit est professeur ordinaire à la faculté de droit de l'université de Liège et juge à temps partiel à l'Autorité belge de la concurrence. Il est également associé chez Howrey LLP, Bruxelles et greffier à la Chambre commerciale de la Cour suprême française. Il devient membre du programme de chercheur invités de la faculté de droit de Harvard en 2005 et est chercheur invité à la Hoover Institution de l'université de Stanford.
En 2020, Petit obtient une chaire conjointe en droit de la concurrence à l'Institut universitaire européen et professeur au Centre Robert Schuman d'études avancées (RSCAS). Il est également professeur invité au Collège d'Europe de Bruges.
De 2018 à 2020, Petit est membre du groupe d'experts de haut niveau de la Commission européenne sur l'intelligence artificielle.
En 2020, il publie un livre sur les grandes entreprises technologiques dans lequel il invente le terme « moligopoly ». L'ouvrage suggère des niveaux substantiels de concurrence généralisée entre certaines grandes entreprises technologiques, incompatibles avec les conclusions d'un comportement monopolistique. Dans sa critique, l'économiste Diane Coyle écrit que le livre est un « avertissement utile pour que nous réfléchissions soigneusement et en détail aux dommages que nous pensons causés par les grandes entreprises technologiques », et qu'il est « un correctif distinctif contre la tendance actuelle à la pensée de groupe sur ce sujet ». Petit prédit l'émergence de tendances concurrentielles dans le monde de la technologie, distinctes des premières perceptions utilisées dans la structure d'élaboration des politiques pour faire avancer la réforme législative et réglementaire en faveur des plateformes numériques.
Petit est le fondateur du blog spécialisé Chillin'Competition et de la Brussels School of Competition, organisme qui développe des programmes de formation en droit et économie de la concurrence ainsi qu'en politique d'intelligence artificielle.

## Publications choisies
- Big Tech and the Digital Economy: The Moligopoly Scenario, Oxford, Oxford University Press, 2020 (lire en ligne)
- « Concurrence d'innovation, effets unilatéraux et politique de fusion », Antitrust Law Journal, vol. 82, no 3,‎ 2019, p. 876-877 (lire en ligne)
- « L'assaut malavisé contre la norme de bien-être des consommateurs à l'ère des marchés de plates-formes », Revue de l'organisation industrielle, vol. 54, no 4,‎ 2019, p. 741-774 (lire en ligne)
- D. Auer, « Marchés bilatéraux et le défi de transformer la théorie économique en politique antitrust », Bulletin Antitrust, vol. 60, no 4,‎ 2015 (lire en ligne)
- « The Oligopoly Problem in EU Competition Law », dans I. Liannos et D. Geradin et Edward Elgar, Research Handbook in European Competition Law, 2013 (lire en ligne)
- G. Damien et A. Layne-Farrar, EU Competition Law and Economics, Oxford, Oxford University Press, 2012
- Droit européen de la concurrence, Paris, Librairie générale de droit et de jurisprudence, coll. « Précis Domat », 2020, 3e éd. (1re éd. 2013) (ISBN 978-2-275-04940-3, présentation en ligne) (Lauréat du meilleur livre de droit de l'année du Conseil constitutionnel français)